# Салернітана
«Салернітана» (італ. Salernitana) — професійний італійський футбольний клуб з міста Салерно. Виступає в Серії A Італії. Домашні матчі проводить на стадіоні «Арекі», який уміщує 31 300 глядачів.

## Історія
Футбольний клуб «Салернітана» було створено у 1919 році в Салерно під назвою «Unione Sportiva Salernitana». У 1978 році клуб було перейменовано на «Salernitana Sport». Переважну більшість історії команда провела в італійських Серії В та Серії С. На початку свого існування «Салернітана» виступала на регіональному рівні чемпіонату Італії. У регіональній лізі клуб провів чотири роки у 1920-х. 
Саме в «Селернітані» в Серії В її колишній гравець Джузеппе Віані першим почав сміливо використовувати захисника, що діяв вертикально і вільно, а журналіст Джанні Брера придумав йому назву — «ліберо». З того часу «Салернітані» двічі вдалося пробитися до Серії А: в сезонах 1947-48 та 1998-99.
У 2005 році клуб збанкротував, проте був наново заснований Антоніо Ломбарді та змінив назву на «Salernitana Calcio 1919».
Влітку 2011-го клуб не опротестував рішення Комісії з нагляду за працівниками Федерації футболу і був виключений з федерації. 21 липня 2011 року мер Салерно Вінченцо Де Лука висунув пропозицію створити нову команду «Salerno Calcio», яка би продовжила традиції «Салернітани» і представляла місто у Серії D згідно зі статтею 52 Норм організації Федерації футболу Італії. Головним ідеологом проєкту став президент «Лаціо» Клаудіо Лотіто. Його шурин Марко Меццарома, що був чоловіком тодішньої міністра з питань рівних можливостей Мари Карфаньї — уродженки Салерно, став президентом клубу. Відразу ж після створення клуб у сезоні 2011-12 піднявся до Лега Про Секонда Дівізіоне, перемігши в групі G Серії D. 12 липня 2012 року клуб було перейменовано на «US Salernitana 1919».
У сезоні 2012-13 «Салернітана» зайняла перше місце у групі В Лега Про Секонда Дівізіоне і підвищилася до Лега Про Пріма Дівізіоне. «Салернітана» виграла групу С Леги Про і повернулась до Серії В в сезоні 2014-15.
За підсумками сезону 2020-21 Серії В «Салернітана» посіла другу сходинку та кваліфікувалась у елітний італійський дивізіон вперше з 1998 року.

## Поточний склад
Станом на 9 вересня 2023
| №  | Поз. | Нац.      | Гравець                                       |
| -- | ---- | --------- | --------------------------------------------- |
| 1  | ВР   | Італія    | Вінченцо Фьйорілло                            |
| 3  | ЗХ   | Хорватія  | Домагой Брадарич                              |
| 5  | ЗХ   | Австрія   | Флавіус Данилюк                               |
| 6  | ПЗ   | Франція   | Жуніор Самбія                                 |
| 7  | НП   | Аргентина | Агустін Мартегані (в оренді із «Сан-Лоренсо») |
| 8  | ПЗ   | Норвегія  | Еміль Богінен                                 |
| 10 | НП   | Сенегал   | Булай Діа                                     |
| 11 | НП   | Норвегія  | Ерік Ботгейм                                  |
| 13 | ВР   | Мексика   | Гільєрмо Очоа                                 |
| 17 | ЗХ   | Аргентина | Федеріко Фасіо (капітан)                      |
| 18 | ПЗ   | Малі      | Лассана Кулібалі                              |
| 19 | НП   | Ямайка    | Тріванте Стюарт                               |
| 20 | ПЗ   | Кіпр      | Грігоріс Кастанос                             |

| №  | Поз. | Нац.       | Гравець                                           |
| -- | ---- | ---------- | ------------------------------------------------- |
| 21 | НП   | Кабо-Верде | Жоване Кабрал (в оренді зі «Спортінга» (Лісабон)) |
| 22 | НП   | Нігерія    | Чуквубуйкем Іквуемесі                             |
| 23 | ЗХ   | Словаччина | Норберт Дьйомбер                                  |
| 25 | ПЗ   | Італія     | Джуліо Маджоре                                    |
| 28 | ЗХ   | Туніс      | Дилан Бронн                                       |
| 30 | ПЗ   | Італія     | Паскуале Маццоккі                                 |
| 33 | НП   | Франція    | Лум Чауна                                         |
| 56 | ВР   | Франція    | Бенуа Костіль                                     |
| 66 | ЗХ   | Італія     | Маттео Ловато                                     |
| 87 | ПЗ   | Італія     | Антоніо Кандрева                                  |
| 98 | ЗХ   | Італія     | Лоренцо Пірола                                    |
| 99 | ПЗ   | Польща     | Матеуш Ленговський                                |